# Gösta Jansson
Gösta Jansson, född 12 februari 1952, är en svensk skådespelare, främst känd från produktioner av Stefan Gerhardsson och Krister Claesson.

## Biografi
Gösta Jansson började samarbeta med Stefan och Krister 1993 med föreställningen Skåpbubblor på Falkenbergs stadsteater. Hans bas är på Dergårdsteatern och Lerums gymnasium.
År 2013 satte han upp parodin Kabarén the Movie. Han regisserar också en hel del föreställningar och revyer i Sverige och har även medverkat i TV-serien Raskens och i Musikjägarna där han blev känd för sin döende pingvin, som han gjorde i varje program.

## Filmografi
- 1976 – Raskens (TV-serie)
- 1978 – Skyll inte på mig! (TV-serie)
- 1995 – Full fräs (TV-serie)
- 2001 – Livvakterna

## Teater
| År   | Roll                                                                       | Produktion                                                                          | Regi             | Teater                      |
| ---- | -------------------------------------------------------------------------- | ----------------------------------------------------------------------------------- | ---------------- | --------------------------- |
| 1997 | Furir Kalle Malmberg                                                       | Hemvärn & påssjuka Nils Bie Persson                                                 | Anders Albien    | Vallarnas friluftsteater    |
| 1998 | Göte Widebäck                                                              | Där fick du! Krister Claesson                                                       | Krister Claesson | Vallarnas friluftsteater    |
| 2000 |                                                                            | Rena rama Rolf – En plats i solen Wilhelm Behrman och Gustaf Skördeman              | Krister Claesson | Vallarnas friluftsteater    |
| 2001 | Farbror Sten-Henrik                                                        | Snålvatten och jäkelskap Krister Claesson                                           | Krister Claesson | Vallarnas friluftsteater    |
| 2002 | Lennart "Knallen", pingstpastor.                                           | Bröllop och jäkelskap Krister Claesson                                              | Krister Claesson | Vallarnas friluftsteater    |
| 2006 | Poliskonstapel Karlsson                                                    | Brännvin och fågelholkar – Söderkåkar reser västerut! Gideon Wahlberg               | Anders Albien    | Vallarnas friluftsteater    |
| 2007 | Den tyske professorn                                                       | Hemsöborna – Väldigt fritt efter August Strindberg Krister Classon och Lars Classon | Krister Classon  | Vallarnas friluftsteater    |
| 2008 | Fritjof Ferm alias Kalle Karlsson. Felipe González på hotell Empradaporro. | Solsting och snésprång Wilhelm Behrman och Gustaf Skördeman                         | Ulf Dohlsten     | Lisebergsteatern, Göteborg. |